# Dəymədağlı (Qax)
Dəymədağlı è un comune dell'Azerbaigian situato nel distretto di Qax. Conta una popolazione di 729 abitanti.